# Tantilla moesta
La culebra ciempiés vientre negro (Tantilla moesta) es una especie de serpiente que pertenece a la familia Colubridae. Es endémica de la península de Yucatán en los sureste de México y norte de Guatemala; es probablemente también nativa del norte de Belice. Su hábitat natural se compone de bosque espinoso, bosque caducifolio tropical y bosque tropical de hoja perenne. Su rango altitudinal oscila entre 0 y 200 m s. n. m.. 